# Brownton (Minnesota)
Brownton es una ciudad ubicada en el condado de McLeod en el estado estadounidense de Minnesota. En el Censo de 2010 tenía una población de 762 habitantes y una densidad poblacional de 760,23 personas por km².

## Geografía
Brownton se encuentra ubicada en las coordenadas 44°43′57″N 94°21′4″O / 44.73250, -94.35111. Según la Oficina del Censo de los Estados Unidos, Brownton tiene una superficie total de 1 km², de la cual 0.99 km² corresponden a tierra firme y (0.78%) 0.01 km² es agua.

## Demografía
Según el censo de 2010, había 762 personas residiendo en Brownton. La densidad de población era de 760,23 hab./km². De los 762 habitantes, Brownton estaba compuesto por el 96.98% blancos, el 0.13% eran afroamericanos, el 0.26% eran amerindios, el 0.79% eran asiáticos, el 0.13% eran isleños del Pacífico, el 1.18% eran de otras razas y el 0.52% pertenecían a dos o más razas. Del total de la población el 6.96% eran hispanos o latinos de cualquier raza.